# Château de Bavent
Le château de Bavent est un édifice situé sur le territoire de la commune de Bavent dans le département français du Calvados.

## Localisation
Le monument est situé dans le département français du Calvados, à Bavent, route de Dozulé, 2 rue du Marais.

## Historique
Le château est édifié au XVIIe siècle plus précisément dans la première moitié du siècle.
Plusieurs éléments du château font l'objet d'une inscription comme monument historique depuis le 11 avril 1975 (ou 1972) : les façades et les toitures du château, le grand salon et le décor intérieur, la cheminée de la salle à manger.
Le château ne se visite pas.

## Architecture
La façade nord de l'édifice comporte une tour semblable aux édifices du XVIe siècle alors que la façade méridionale est de style Louis XIV.